# Eurhinocricus fissus
Eurhinocricus fissus är en mångfotingart som beskrevs av Karl Wilhelm Verhoeff 1937. Eurhinocricus fissus ingår i släktet Eurhinocricus och familjen Rhinocricidae. Inga underarter finns listade i Catalogue of Life.